# Triunfo Agrarista
Triunfo Agrarista är en ort i Mexiko.   Den ligger i kommunen Osumacinta och delstaten Chiapas, i den sydöstra delen av landet, 700 km öster om huvudstaden Mexico City. Triunfo Agrarista ligger 1 204 meter över havet och antalet invånare är 651.
Terrängen runt Triunfo Agrarista är varierad. Runt Triunfo Agrarista är det tätbefolkat, med 286 invånare per kvadratkilometer. Närmaste större samhälle är Tuxtla Gutiérrez, 11,5 km söder om Triunfo Agrarista. I omgivningarna runt Triunfo Agrarista växer huvudsakligen savannskog.